# Thorgal
Thorgal är en tecknad fantasyserie skapad 1977 av författaren Jean Van Hamme och tecknaren Grzegorz Rosiński. Från och med det trettionde albumet har Yves Sente tagit över som författare.
Serien, som kretsar kring vikingen Thorgal Aegirsson och hans hustru Aaricia, har fram till 2023 utkommit i 41 album på franska. Den har sedan 1990-talet varit en återkommande gäst i svenska serietidningen Fantomen.
Thorgal Aegirsson, "Stjärnornas barn", hittas som liten av vikingar när han flutit iland i en liten båt. Thorgal växer upp bland vikingarna och blir med tiden en mäktig krigare och en mästare på bågskytte.

## Utgivning
I Sverige har serien publicerats i ett fåtal album och som biserie i 2000+ och Fantomen.
Böckerna Thorgalkrönikan som samlar flera album ges ut av Cobolt sedan 2014.
| Nr | Originaltitel                         | Utgivningsår | Svensk publicering |
| -- | ------------------------------------- | ------------ | --- |
| 1  | "La magicienne trahie"                | 1980         | - "Trollkvinnans hämnd", Fantomen nr 23–24/1995, 6–7/2008 - "Lustgården" 6-7/2008 |
| 2  | "L'île des mers gelées"               | 1980         | "Den frusna ön", Fantomen nr 4–5/1996, 10–11/2008 |
| 3  | "Les trois Vieillards du pays d'Aran" | 1981         | "Magikerna från Aran", Fantomen nr 10–12/1996, 18–19/2008 |
| 4  | "La galère noire"                     | 1982         | 2000+ nr 10/1991 "Den svarta galären", Fantomen nr 2–3/1997, 22–23/2008 |
| 5  | "Au-delà des ombres"                  | 1983         | 2000+ nr 4/1992 "Bortom skuggorna", Fantomen nr 8–9/1997, 3–4/2009 |
| 6  | "La chute de Brek Zarith"             | 1984         | "Brek Zariths fall", Fantomen nr 21–22/1997, 8–9/2009 |
| 7  | "L'enfant des étoiles"                | 1984         | - "Det fördömda drakskeppet", Fantomen nr 25/1995 "Det dömda vikingaskeppet" Fantomen nr 12–13/2009 - "Metallen som inte fanns", Fantomen nr 1/1998, 12–13/2009< - "Talismanen", 2000+ nr 9/1991 "Amuletten", Fantomen nr 2/1998, 12–13/2009 |
| 8  | "Alinoë"                              | 1985         | "Alinoë", Fantomen nr 7–9/1998 "Alinoe", Fantomen nr 25–26/2009 |
| 9  | "Les Archers"                         | 1985         | "Bågskyttarna", 1992 (album från Epix) "Bågskyttarna", Fantomen nr 22–23/1998, 3–4/2010 |
| 10 | "Les pays Qâ"                         | 1986         | "Landet Qa", 1993 (album från Epix) "Landet Qâ", Fantomen nr 1–2/1999, 8–9/2010 |
| 11 | "Les yeux de Tanatloc"                | 1986         | "Tanatloks ögon", 1993 (album från Epix) "Tanatlocs ögon", Fantomen nr 13–14/1999, 12–13/2010 |
| 12 | "La cité du dieu perdu"               | 1987         | "Den onde guden", 1993 (album från Epix) "Den galne gudens stad", Fantomen nr 18–19/1999, 18–19/2010 |
| 13 | "Entre terre et lumière"              | 1988         | "Mellan himmel och jord", Fantomen nr 22–23/1999, 25–26/2010 |
| 14 | "Aaricia"                             | 1989         | - "Odens Berg & Den första snön", Fantomen nr 3/2000 - "Holmgång", Fantomen nr 4/2000 - "Tjahzis tårar", Fantomen nr 9/2000 - "Aaricia" Fantomen nr. 2–3/2011                                                                                |
| 15 | "Le maître des montagnes"             | 1989         | "Bergens herre", Fantomen nr 11–12/2000, nr 8–9/2011 |
| 16 | "Louve"                               | 1990         | "Varghonan", Fantomen nr 18–19/2000, 12–13/2011 |
| 17 | "La gardienne des clés"               | 1991         | "Nyckelväkterskan", Fantomen nr 3–4/2001, nr 16–17/2011 |
| 18 | "L'épée soleil"                       | 1992         | "Solsvärdet", Fantomen nr 11–12/2001, nr 21–22/2011 |
| 19 | "La forteresse invisible"             | 1993         | "Den osynliga fästningen", Fantomen nr 18–19/2001, nr 25–26/2011 |
| 20 | "La marque des bannis"                | 1995         | "De landsförvisades märke", Fantomen nr 23–24/2001, nr 2-3/2012 |
| 21 | "La couronne d'Ogotaï"                | 1995         | "Ogotaïs krona", Fantomen nr 1–3/2002, nr 10–11/2012 |
| 22 | "Géants"                              | 1996         | "Jättarnas land", Fantomen nr 7–8/2002, nr 14–15/2012 |
| 23 | "La cage"                             | 1997         | "Buren", Fantomen nr 17–18/2002, nr 18–19/2012 |
| 24 | "Arachnéa"                            | 1999         | "Arachnéa", Fantomen nr 3–4/2003, nr 22–23/2012 |
| 25 | "Le mal bleu"                         | 1999         | "Den blå döden", Fantomen nr 13–14/2003, nr 25–26/2012 |
| 26 | "Le royaume sous le sable"            | 2001         | "Det underjordiska riket", Fantomen nr 25–26/2003, 6–7/2013 |
| 27 | "Le barbare"                          | 2002         | "Barbaren", Fantomen nr 13–14/2004, nr 10–11/2013 |
| 28 | "Kriss de Valnor"                     | 2004         | "Kriss från Valnor", Fantomen nr 23–24/2005, nr 18–19/2013 |
| 29 | "Le sacrifice"                        | 2006         | "Uppoffringen", Fantomen nr 24–25/2006, nr 22-23/2013 |
| 30 | "Moi, Jolan"                          | 2007         | "Jolan", Fantomen nr 3–4/2008 |
| 31 | "Le bouclier de Thor"                 | 2008         | "Tors Sköld", Fantomen nr 19–20/2009 |
| 32 | "La bataille d'Asgard"                | 2010         | "Slaget om Asgård", Fantomen nr 23–24/2011 |
| 33 | "Le bateau-sabre"                     | 2011         | "Orca – Döden i djupet", Fantomen nr 1–2/2014 |
| 34 | "Kah-Aniel"                           | 2013         | "Kah-Aniel", Fantomen 20/2014 (del 1), 21/2014 (del 2), 22-23/2014 (del 3) |
| 35 | "Le Feu écarlate"                     | 2016         | "Den scharlakansröda elden", Fantomen 20-21/2017 |
| 36 | "Aniel"                               | 2018         | "Aniel", Fantomen 14-15/2020 |
| 37 | "L'Ermite de Skellingar"              | 2019         | ”Eremiten på Skellingar”, Fantomen 8-9/2022 |
| 38 | "La Selkie"                           | 2020         | "Selkien", Fantomen 14-15-16/2023 |
| 39 | "Neokóra"                             | 2021         | "Neokora", Fantomen 18-19-20/2023 |
| 40 | "Tupilaks"                            | 2022         | "Tupilak", Fantomen 12-13/2025 |
| 41 | "Mille yeux"                          | 2023         | |
| 42 | "Özurr le Varègue"                    | 2024         | |

### Thorgalkrönikan
- Band 1. Vikingen från stjärnorna (Album 1: Trollkvinnans hämnd, 2: Den frusna ön, 3: Magikerna från Aran) Cobolt 2014
- Band 2. I fiendens spår (Album 4: Den svarta galären, 5: Bortom skuggorna, 6: Brek Zariths fall) Cobolt 2015
- Band 3. Vikingar och gudar (Album 7: Stjärnornas barn, 8: Alinoë, 14: Aaricia) Cobolt 2016
- Band 4. Landet Qâ (Album 9: Bågskyttarna, 10: Landet Qâ, 11: Tanatlocs ögon, 12: Den galne gudens stad, 13: Mellan himmel och jord) Cobolt 2016
- Band 5. Genom tid och rum (Album 15: Bergens herre, 16: Varghonan, 17: Nyckelväkterskan) Cobolt 2017
- Band 6. Shaïgan den obarmhärtige (Album 18: Solsvärdet, 19: Den osynliga fästningen, 20: De landsförvisades märke) Cobolt 2018
- Band 7. Över glömskans hav (Album 21: Ogotays krona, 22: Jättarnas land, 23: Buren) Cobolt 2019
- Band 8. Mot nya världar (Album 24: Arachnea, 25: Den blå döden, 26: Det underjordiska riket) Cobolt 2020
- Band 9. Den sista färden (Album 27: Barbaren, 28: Kriss från Valnor, 29: Uppoffringen) Cobolt 2021
- Band 10. Den utvalde (Album 30: Jolan, 31: Tors sköld, 32: Slaget om Asgård) Cobolt 2023
- Band 11. Den röda magins brödraskap (Album 33: Orca döden i djupet, 34: Kah-Aniel, 35: Den scharlakansröda elden, 36: Aniel) Cobolt 2024